# Neobisium boui
Espèce
Neobisium boui est une espèce de pseudoscorpions de la famille des Neobisiidae.

## Distribution
Cette espèce est endémique d'Occitanie en France. Elle se rencontre dans l'Hérault et le Gard dans des grottes.

## Description

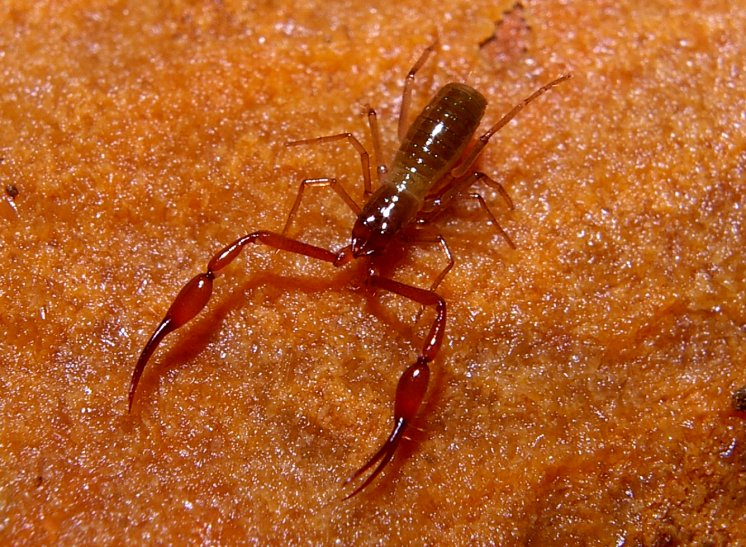
Neobisium boui

La femelle holotype mesure 2,9 mm.

## Étymologie
Cette espèce est nommée en l'honneur de Claude Bou.

## Publication originale
- Heurtault, 1969 : Une nouvelle espèce de pseudoscorpion de l'Hérault, Neobisium (N.) boui (Neobisiidae). Bulletin du Muséum National d'Histoire Naturelle, Paris, sér. 2, vol. 40, p. 1171-1174 (texte intégral).